# Bali (province)
Pour les articles homonymes, voir Bali (homonymie).
Bali, en indonésien Provinsi Bali (Province de Bali), est l'une des 38 provinces d'Indonésie. Située dans l'archipel des petites îles de la Sonde, elle inclut Bali et 84 autres petites îles voisines. En 2023, sa population est de 4 344 554 habitants. Sa capitale Denpasar, est aussi sa plus grande ville.

## Histoire

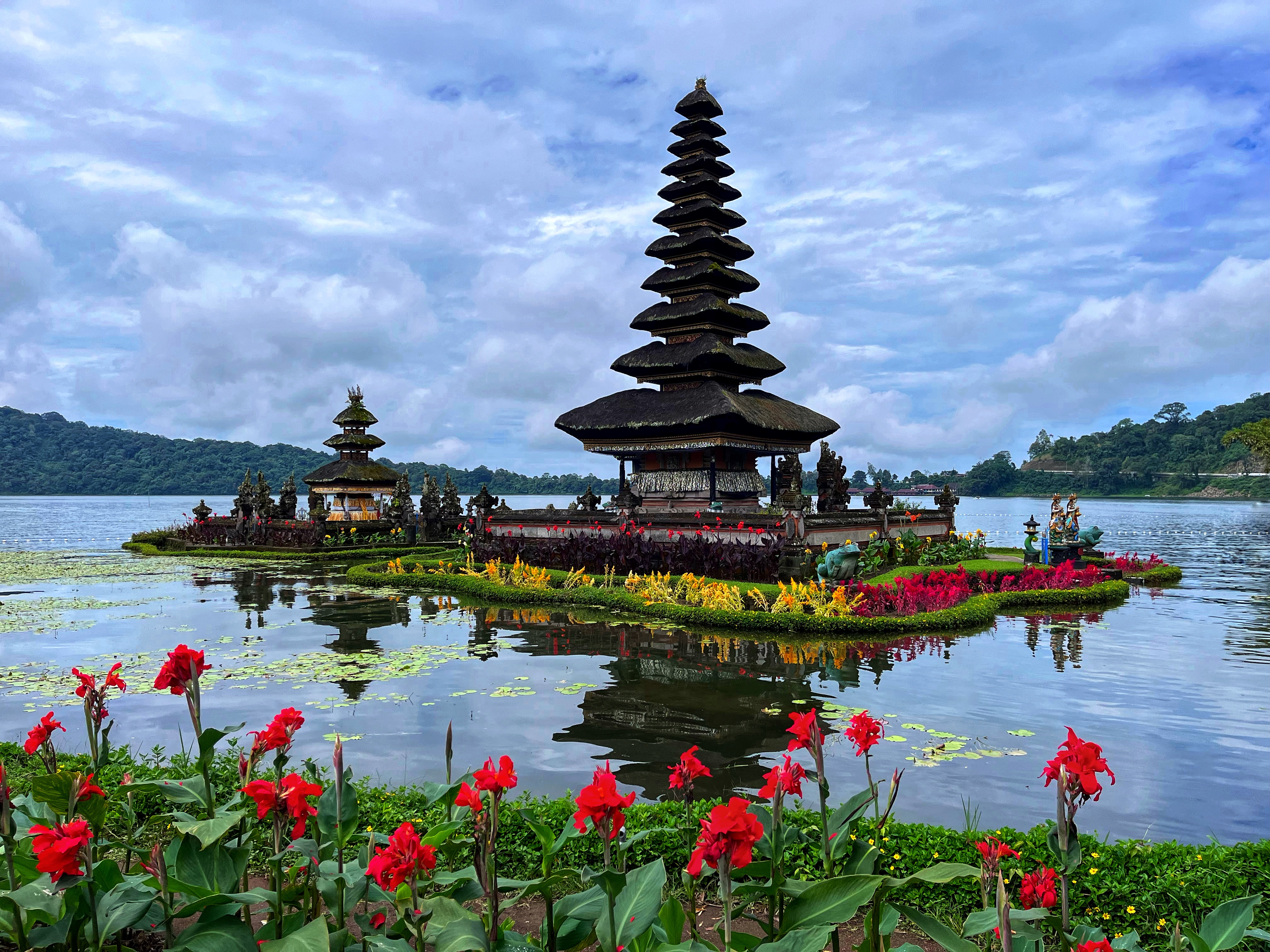
Pura Ulun Danu Bratan,Tabanan,Bali.

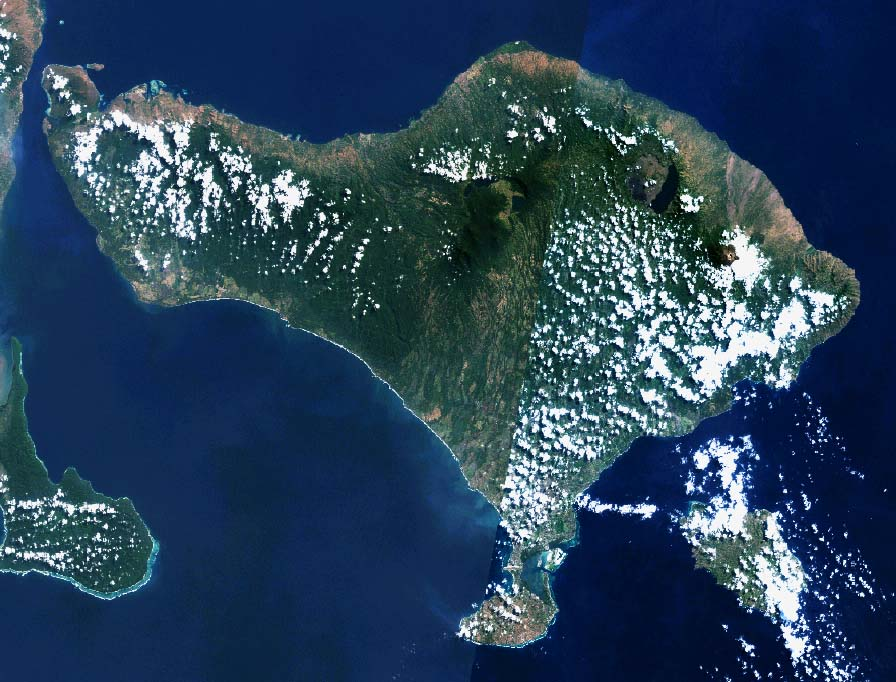

L'Indonésie a déclaré son indépendance vis-à-vis des Pays-Bas le 17 août 1945. Néanmoins, en 1946, les colons néerlandais ont créé l'État de l'Indonésie orientale pour tenter de contrôler l'est de l'archipel. Néanmoins, le 27 décembre 1949, les Pays-Bas reconnaissent formellement l'indépendance de l'Indonésie et ils transfèrent la souveraineté de l'Indonésie orientale, qui comporte Bali, le 10 août 1950.
Bali intègre alors la province de Sunda Kecil, jusqu'à sa dissolution en 1958 qui marque la naissance des provinces de Bali, NTB et NTT.

## Géographie
La province de Bali couvre les îles de Bali, Serangan, Gili Biaha, Gili Sehang, Temukus, Celukanbawang, Menjangan, Burung, Gadung, Kalong, Nusa Penida, Nusa Ceningan, Nusa Lembongan, Batulumbung et Batuata situées dans l'archipel des petites îles de la Sonde.
Sa superficie totale est de 5 600,6 km2.

## Administration
La province de Bali est administrée par I Wayan Koster (en), gouverneur depuis 2018.
Elle est divisée en une kota et huit kabupaten, qui correspondent aux anciens royaumes existant sur l'île à l'arrivée des Hollandais :
| Subdivision             | Capitale        | Population | Superficie   |
| ----------------------- | --------------- | ---------- | ------------ |
| Kota de Denpasar        | Denpasar        | 665 328    | 125,87 km2   |
| Kabupaten de Badung     | Mengwi          | 530 226    | 398,75 km2   |
| Kabupaten de Bangli     | Bangli          | 258 146    | 526,76 km2   |
| Kabupaten de Buleleng   | Singaraja       | 826 740    | 1 322,75 km2 |
| Kabupaten de Gianyar    | Gianyar         | 505 809    | 364,36 km2   |
| Kabupaten de Jembrana   | Negara          | 328 560    | 849,13 km2   |
| Kabupaten de Karangasem | Amlapura (en)   | 533 742    | 839,32 km2   |
| Kabupaten de Klungkung  | Semarapura (en) | 221 641    | 313,96 km2   |
| Kabupaten de Tabanan    | Tabanan         | 474 362    | 849,31 km2   |

## Démographie

### Langues et groupes ethniques
Au recensement de 2010, le peuple balinais était majoritaire (85,97%) dans la province de Bali. La minorité javanaise regroupait 9,60% des habitants et les autres groupes ethniques regroupaient les 4,43% restants.
L'activité touristique, concentrée au sud de Bali et à Nusa Penida, amène des touristes étrangers, principalement occidentaux.
Le balinais est la langue vernaculaire du peuple balinais. C'est la langue parlée au quotidien par la plupart de la population. L'indonésien est la langue véhiculaire d'Indonésie. Elle est utilisée dans l'administration, les médias, l'éducation et la communication avec les Indonésiens originaires d'autres provinces, qu'ils soient touristes, travailleurs ou habitants permanents de Bali. L'anglais est parlé dans le secteur touristique.

### Religions
| Religion       | Population | %      |
| -------------- | ---------- | ------ |
| Hindouisme     | 3 761 992  | 86,59% |
| Islam          | 441 454    | 10,16% |
| Protestantisme | 74 304     | 1,71%  |
| Catholicisme   | 36 522     | 0,84%  |
| Bouddhisme     | 29 585     | 0,68%  |
| Autres         | 697        | 0,01%  |
| Total          | 4 344 554  | 100%   |